# Carl Davis
Carl Davis   (Brooklyn, 28 d'octubre de 1936 - Oxford, 3 d'agost de 2023) va ser un director i compositor britànic nascut als Estats Units. Va escriure música per a més de 100 programes de televisió (sobretot la sèrie històrica d'ITV World At War (1973) i Pride and Prejudice (1995), va crear noves partitures per a concerts i pel·lícules mudes d'època i va compondre moltes partitures de pel·lícules, ballet i concerts que es van interpretar arreu del món, inclòs (en col·laboració amb Paul McCartney) el Liverpool Oratorio el 1991. L'editor de Davis era Faber Music.

## Primers anys i carrera
Carl Davis va néixer a Brooklyn, Nova York, el 28 d'octubre de 1936, de pares jueus, Sara (née Perlmutter) i Isadore Davis. Va estudiar composició amb Paul Nordoff i Hugo Kauder, i posteriorment amb Per Nørgard a Copenhague. Va assistir a Bard College, a Annandale-on-Hudson, Nova York. Els seus primers treballs als Estats Units van proporcionar una valuosa experiència de direcció amb organitzacions com la Òpera de la Ciutat de Nova York i la Robert Shaw Chorale. El 1959, la revista Diversions, de la qual va ser coautor, va guanyar un premi off-Broadway i posteriorment va viatjar al Festival d'Edimburg el 1961. Com a resultat directe del seu èxit allà, Davis va ser encarregat per Ned Sherrin de compondre música per a la versió original britànica de That Was the Week That Was. Van seguir altres comissions de ràdio i televisió i es va posar en marxa la carrera de Davis al Regne Unit.

## Televisió
Davis va aconseguir protagonisme amb la música del títol de la sèrie d'obra d'antologia de la BBC The Wednesday Play i més tard per a Play for Today. Per l’èxit popular i aclamat per la crítica Pride and Prejudice (1995) Davis va utilitzar la música clàssica de l'època com a inspiració, en particular el Septet en mi bemoll de Beethoven major, Op. 20 i un tema que recorda fortament el final del seu Concert de l'emperador.
Altres partitures de televisió inclouen The Naked Civil Servant (1975), Shades of Greene (1975), The Kiss of Death (1977), Langrishe, Go Down (1978), Prince Regent (1979), Private Schulz (1980), Oppenheimer (1980), Winston Churchill: The Wilderness Years (1981), The Hound of the Baskervilles (1982), The Far Pavilions (1984), The Day the Universe Changed (1985), The Pickwick Papers (1985), Hotel du Lac (1986), Ashenden (1991), Anne Frank Remembered (1995), Seesaw (1998), Coming Home (1998), Upstairs Downstairs (2010), i Brexicuted (2018).
Davis també va treballar per al productor de televisió Jeremy Isaacs proporcionant la música original de la sèrie documental The World at War (1973) per a Thames Television, i més tard Cold War (1998) per la BBC. Va ser el conducteor del tema musical de la BBC per a la seva cobertura de la Copa del Món de Futbol de 2006, adaptada de "See the Conquering Hero Comes" de George Frideric Handel.

## Música de cinema mut
A finals de la dècada de 1970, Davis va rebre l'encàrrec dels documentalistes Kevin Brownlow i David Gill per crear música per a Hollywood: A Celebration of the American Silent Film (1980) de Thames Television. La seva associació amb ells va continuar el mateix any amb la restauració de l'èpica pel·lícula muda d'Abel Gance de 1927 Napoléon, per a la qual Davis es va inspirar en Beethoven com a font: es va utilitzar en la seva reestrena cinematogràfica i en les projeccions de televisió. Hi va haver un tractament similar per Intolerance: Love's Struggle Throughout the Ages (1916) de D. W. Griffith. Originalment tenia música orquestral, però en comptes es va utilitzar la nova partitura de Davis el 1989. El març de 2012 Davis va dirigir la Oakland East Bay Symphony, interpretant la seva partitura en directe durant una presentació de Napoléon en la restauració completa de Brownlow al Festival de Cinema Mut de San Francisco a Oakland.
La sèrie de documentals Hollywood va ser seguida pels documentals Unknown Chaplin (1983), Buster Keaton: A Hard Act to Follow (1987) i Harold Lloyd: The Third Genius (1989). A les dècades de 1980 i 1990, Davis va escriure i va realitzar les partitures de nombrosos estrenes i projeccions de televisió de Thames Silents.
El 1993, la seva reputació el va convertir en l'elecció número u per a noves partitures per a pel·lícules mudes. Molts llançaments de DVD, inclosos Ben-Hur (1925), The Phantom of the Opera (1925), Safety Last (1923), The Godless Girl de DeMille (1928), City Lights de Chaplin (1931, re-orquestrada per Davis basat en la banda sonora original composta per Chaplin i José Padilla), i Greed d’Erich von Stroheim (1924), usen música de Davis. va tornar a recompondre completament Flesh and the Devil (1927) de Clarence Brown (1927).

## Música de pel·lícules
Davis també va compondre per a pel·lícules contemporànies, com ara el BAFTA i Ivor Novello per a La dona del tinent francès el 1981. També va compondre les bandes sonores de les pel·lícules The Bofors Gun (1968), The Only Way (1970), I, Monster (1971), Up Pompeii (1971), Up the Chastity Belt (1971), Rentadick (1972), What Became of Jack and Jill? (1972), Catholics (1973), Man Friday (1975), The Sailor's Return (1978), Champions (1983), El rei David (1985), The Girl in a Swing (1988), Scandal (1989), The Rainbow (1989), Frankenstein desencadenat (1990), The Trial (1993), El cim de les vídues (1994), El gran Gatsby (2000), Mothers & Daughters (2004) i The Understudy (2008).

## Obres escèniques i concerts
Tot i que Carl Davis va escriure diverses peces orquestrals i concertants importants, inclosa la simfònica A Circle of Stones per a orquestra completa el 1997, el nucli del seu treball fora del cinema i la televisió va ser el drama i la dansa, especialment els musicals i el ballet. Va continuar component activament durant l'última dècada de la seva vida, durant la qual va produir quatre obres de dansa a gran escala: Nijinsky (2016) i Chaplin, the Tramp (2019), ambdues per al Ballet Nacional Eslovac de Bratislava; El gran Gatsby per al Pittsburgh Ballet Theatre (2019); i més recentment, Le Fantôme et Christine en dos actes, de la novel·la de Gaston Leroux de 1911, que desenvolupa temes que va compondre per primera vegada per a la pel·lícula muda de 1925 Phantom of the Opera. Aquest va rebre la seva estrena pel Shanghai Ballet l'11 de maig de 2023. Altres obres són:
- Alice in Wonderland és un conjunt musical amb text de Lewis Carroll, adaptat per John Wells. La primera actuació va tenir lloc l'any 2005 al West Yorkshire Playhouse, Leeds sota la direcció d'Ian Brown.[35]
- Aladdin, cencarregat pel Scottish Ballet l'any 2000 per al Festival de Teatre d'Edimburg, és un ballet de tres actes amb coreografia de Robert Cohan.[36]
- A Circle of Stones, quatre quadres simfònics per a orquestra, va ser escrit per a la seva emissió a S4C el 1997.[37]
- The Clarinet Concerto va ser encarregat pel Festival de Greenwich l'any 1984, on va ser interpretat per l'English Chamber Orchestra amb el solista David Campbell.[38]
- Cyrano, un encàrrec del Birmingham Royal Ballet, es va estrenar al Liverpool Philharmonic Hall, (un fragment), per la Royal Liverpool Philharmonic Orchestra dirigida pel compositor el 2006.[39]
- The Fantasy for Flute, Strings and Harpsichord es va interpretar per primera vegada al Chichester Music Festival l'any 1985 per l'Academy of St Martin in the Fields, la solista Susan Milan.[40]
- The Lady of the Camellias – La Dame Aux Camelias és un ballet en dos actes i es va representar per primera vegada al Teatre Nacional Croat, Zagreb pel Ballet del Teatre Nacional de Croàcia l'any 2008.[41]
- The Last Train to Tomorrow per a cor infantil, actors i orquestra, basat en l'esforç de rescat de Kindertransport en temps de guerra de nens del territori controlat pels nazis, va ser estrenat per la Orquestra Hallé i el cor infantil el 2012.[42]
- Lipizzaner és un ballet per a orquestra de cambra encarregat pel Northern Ballet Theatre. Es va estrenar el novembre de 1989 al Manchester Palace.[43]
- The Liverpool Oratorio. El 1991, Davis i Paul McCartney van col·laborar en una obra coral de vuit moviments, gravada per commemorar el 150è aniversari de la Royal Liverpool Philharmonic. Basat lliurement en la pròpia vida de McCartney, el Liverpool Oratorio va ser compost conjuntament per Davis i McCartney i dirigit per Davis.[17]
- The Mermaid és un text musical de Hiawyn Oram, basat en el conte de fades de Hans Christian Andersen. Compost el 2003, va rebre la seva primera actuació a la Fairfield Preparatory School: Loughborough Endowed Schools el 2011.[44]

## Vida personal i mort
Davis es va casar amb l'actriu britànica Jean Boht el 28 de desembre de 1970. Van tenir dues filles, les cineastes Hannah Louise (nascuda el 1972) i Jessie Jo (nascuda el 1974). Davis també va compondre música per a la seva les pel·lícules de la filla Hannah Mothers & Daughters (2004) i The Understudy (2008). Davis i la seva dona van ser productors executius d'aquest últim, i van aparèixer a la pel·lícula com una parella casada, els Davidovitches.
Davis va morir d'una hemorràgia cerebral a Oxford el 3 d'agost de 2023, als 86 anys. La seva dona Jean Boht va morir un mes després, el 12 de setembre de 2023, als 91 anys, després d'haver lluitat contra la demència vascular i la malaltia d'Alzheimer.